# سیارک ۲۱۶۰۲
سیارک ۲۱۶۰۲ (به انگلیسی: 21602 Ialmenus، نامگذاری:1998YW1) بیست و یک هزار و ششصد و دومین سیارک کشف شده‌است که در ۱۷ دسامبر ۱۹۹۸ کشف شد.
قدر مطلق سیارک برابر ۱۱٫۶۰ است.